# USS Guardian (1989)
USS Guardian (MCM-5) (Nederlands: 'bewaker') was een Amerikaanse marineschip van de Avengerklasse. Het schip was zo ingericht dat het als mijnenveger en mijnenjager kon worden gebruikt. De Guardian, gebouwd door Marinette Marine Corporation, Marinette, was het tweede schip bij de Amerikaanse marine met deze naam.
De Guardian maakte onderdeel uit van de landingsdivisie van de Amerikaanse zevende vloot in het Japanse Sasebo.
Op 17 januari 2013 liep de Guardian op ongeveer 130 kilometer ten zuidoosten van het Filipijnse eiland Palawan vast op de Tubbataha-riffen in de Suluzee. Een dag later werd bekend dat het schip water maakte. Daarop werden alle 79 bemanningsleden geëvacueerd. De Amerikaanse overheid besloot daarop om het schip te laten ontmantelen. Dit duurde meer dan een maand en was op 30 maart 2013 voltooid.
De Amerikaanse overheid betaalde ook de som van ongeveer $ 2 miljoen als compensatie voor de beschadiging van het Tubbataha-riffen. Dit bedrag zou gebruikt worden voor het herstel en bescherming van het Tubbataha Reef Natural Park, dat erkent is door de  UNESCO als werelderfgoed.

## Afbeeldingen

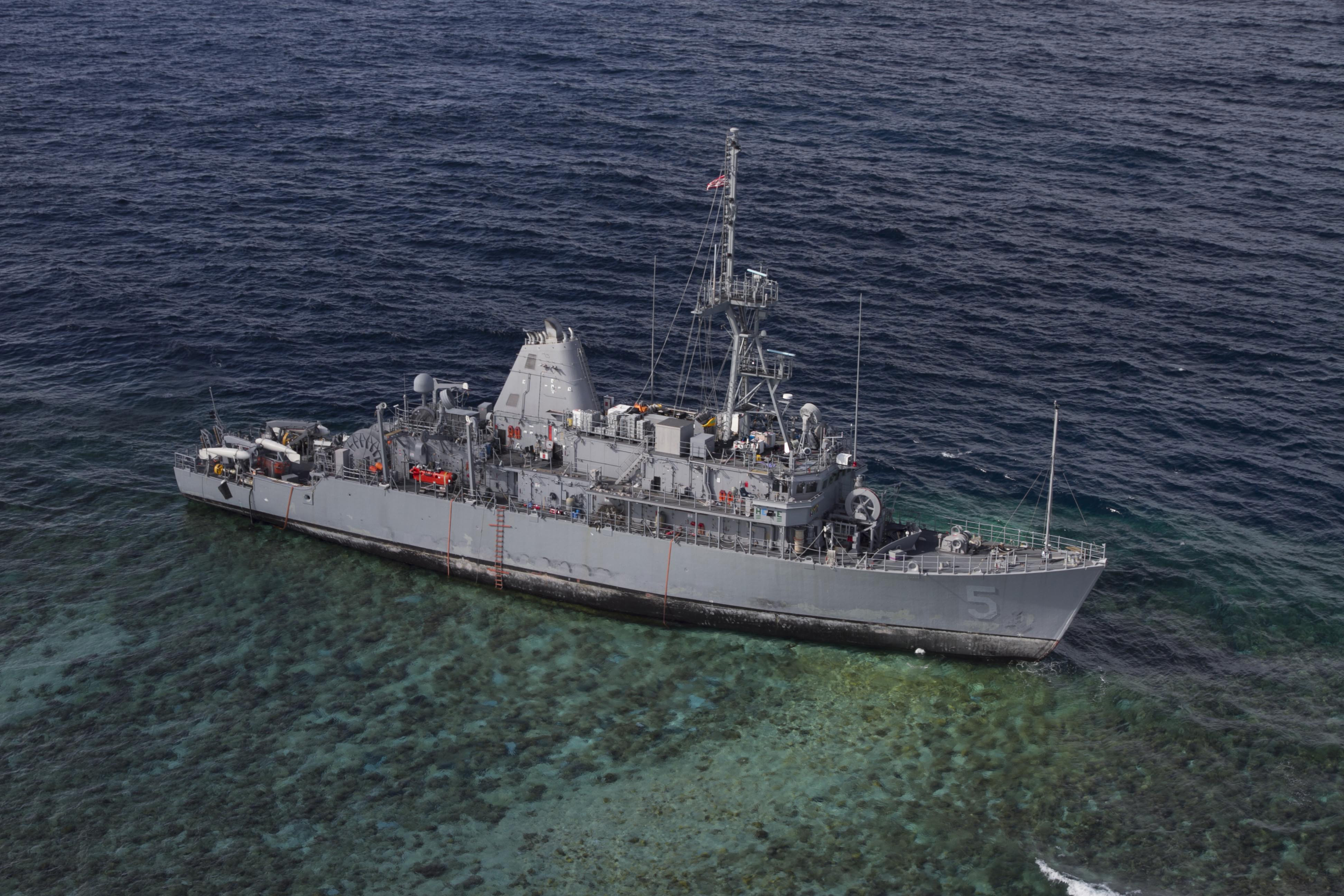
De USS Guardian na het vastlopen (22 januari 2013)
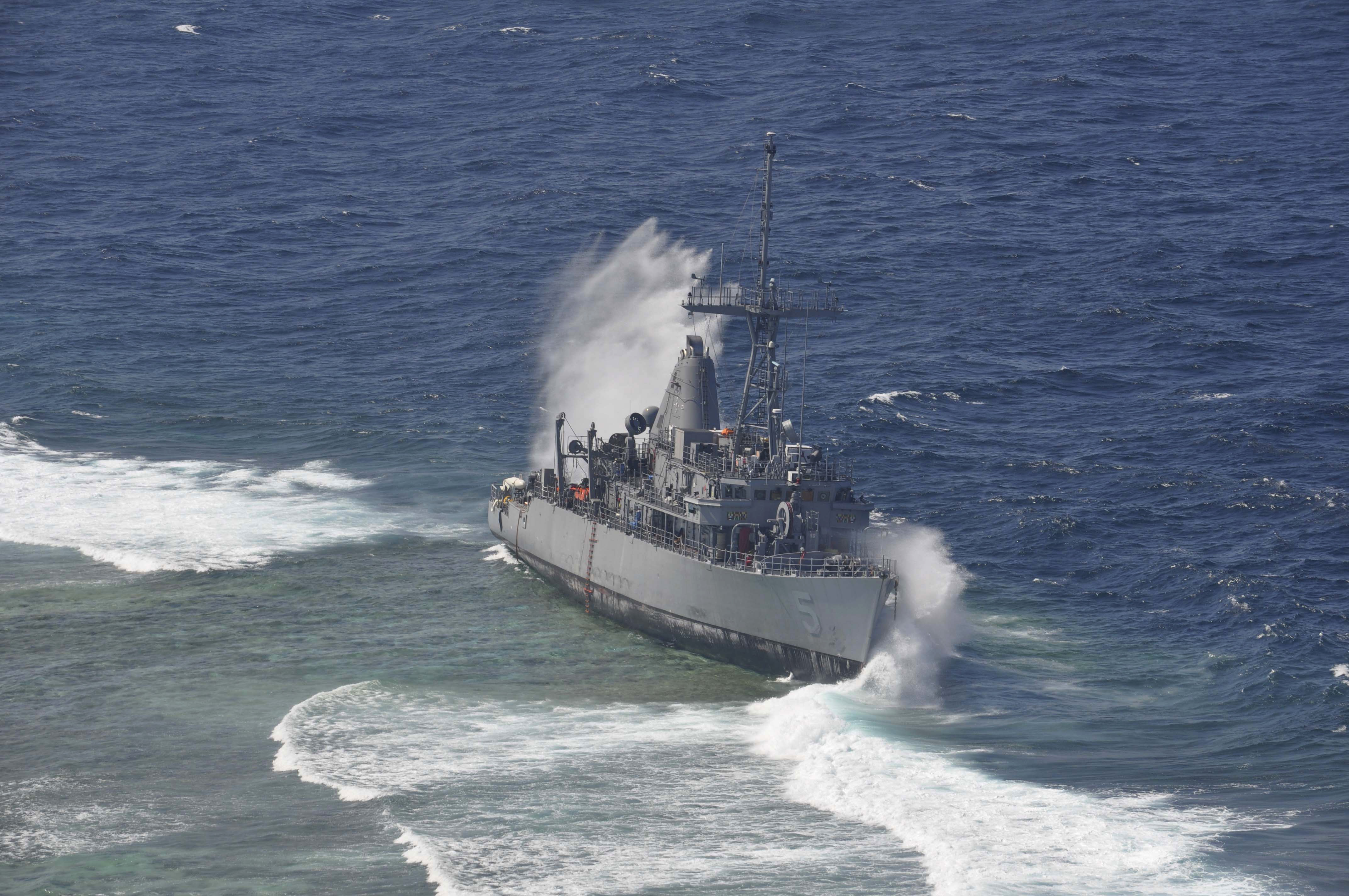
De USS Guardian na het vastlopen (29 januari 2013)
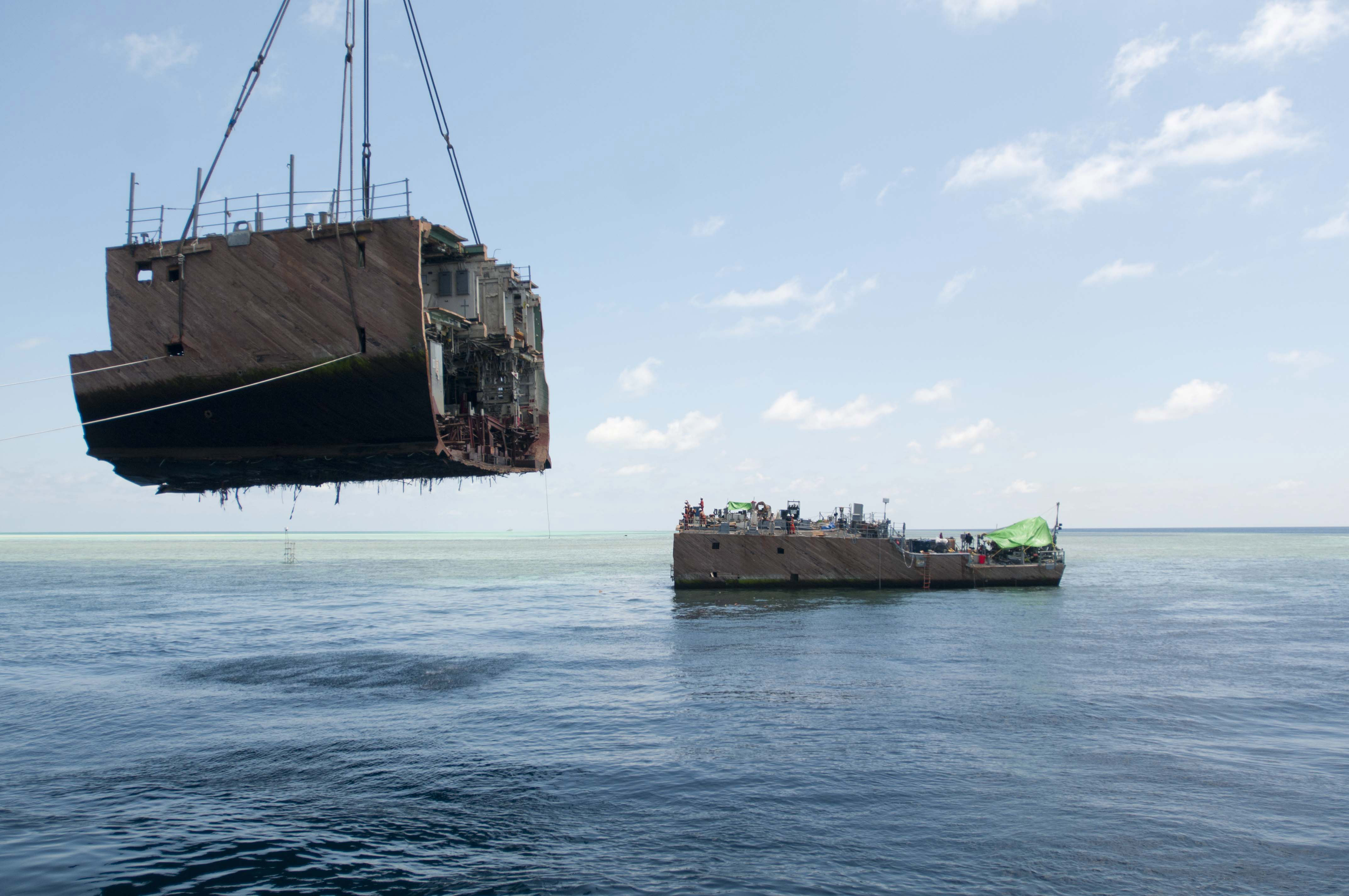
De ontmanteling van het schip in volle gang (26 maart 2013)